# Karol-Ann Canuel
Karol-Ann Canuel (* 18. April 1988 in Amos) ist eine ehemalige kanadische Radrennfahrerin.

## Sportliche Laufbahn
2006 wurde Karol-Ann Canuel kanadische Meisterin im Straßenrennen der Juniorinnen, im Einzelzeitfahren belegte sie Rang drei. 2008 wurde sie Vize-Meisterin des Nachwuchses im Einzelzeitfahren und im Jahr darauf Dritte im Straßenrennen. 2011 wurde sie Zweite der Gesamtwertung der Tour de Bretagne  sowie Vierte des Circuit de la Haute-Vienne.
2013 gewann Canuel eine Etappe der Tour Cycliste Féminin International de l’Ardèche und belegte Platz in der Gesamtwertung. 2014 gewann sie gemeinsam mit ihrem Team Specialized-lululemon das Mannschaftszeitfahren von Open de Suède Vårgårda, das Teil des Rad-Weltcups ist. Bei den Weltmeisterschaften im selben Jahr errang die Mannschaft den Titel im Mannschaftszeitfahren, im Einzelzeitfahren wurde sie Sechste. Im Jahr darauf wurde Canuel erneut mit ihrem damaligen Team Velocio-SRAM Weltmeisterin im Zeitfahren. Ebenfalls 2015 wurde sie zweifache kanadische Meisterin im Straßenrennen sowie im Einzelzeitfahren. 2016 wurde sie zum dritten Mal Weltmeisterin im Mannschaftszeitfahren und gewann diese Disziplin mit ihrem Team ebenfalls beim Open de Suède Vårgårda sowie der Holland Ladies Tour.
2017 sowie 2018 belegte Canuel mit dem Team Boels den zweiten Platz im Mannschaftszeitfahren bei den UCI-Straßen-Weltmeisterschaften. Zudem gewann das Team mit Canuel die Mannschaftszeitfahren des Giro d’Italia Femminile und beim Open de Suède Vårgårda.
Ende 2021 beendete Karol-Ann Canuel ihre Radsportlaufbahn.

## Erfolge
2006
- Kanadische Junioren-Meisterin – Straßenrennen

2013
- eine Etappe Tour Cycliste Féminin International de l’Ardèche

2014
- Weltmeisterin – Mannschaftszeitfahren (mit Chantal Blaak, Lisa Brennauer, Carmen Small, Evelyn Stevens und Trixi Worrack)
- Mannschaftszeitfahren Open de Suède Vårgårda (mit Trixi Worrack, Evelyn Stevens, Lisa Brennauer und Chantal Blaak)

2015
- Weltmeisterin – Mannschaftszeitfahren (mit Alena Amjaljussik, Lisa Brennauer, Barbara Guarischi, Mieke Kröger und Trixi Worrack)
- eine Etappe Gracia Orlová
- eine Etappe Internationale Thüringen-Rundfahrt der Frauen
- Kanadische Meisterin – Straßenrennen, Einzelzeitfahren

2016
- Weltmeisterin – Mannschaftszeitfahren
- Mannschaftszeitfahren Open de Suède Vårgårda
- Mannschaftszeitfahren Holland Ladies Tour

2017
- Kanadische Meisterin – Einzelzeitfahren
- Mannschaftszeitfahren Giro d’Italia Femminile
- Mannschaftszeitfahren Open de Suède Vårgårda
- Weltmeisterschaft – Mannschaftszeitfahren

2018
- Mannschaftszeitfahren Open de Suède Vårgårda
- Weltmeisterschaft – Mannschaftszeitfahren

2019
- Kanadische Meisterin – Straßenrennen